# Công nhận các cặp cùng giới ở Latvia
Latvia không công nhận hôn nhân cùng giới. Vào ngày 9 tháng 11 năm 2023, Saeima (Nghị viện Latvia) đã thông qua dự luật công nhận các kết hợp dân sự, dự luật này sau đó được Tổng thống Edgars Rinkēvičs ký thành luật vào tháng 1 năm 2024. Luật dự kiến có hiệu lực từ ngày 1 tháng 7 năm 2024.

## Quan hệ đối tác
Vào ngày 23 tháng 9 năm 1999, Văn phòng Nhân quyền Quốc gia Latvia đã trình một dự luật hợp tác đã đăng ký cho Saeima (Nghị viện). Vào ngày 28 tháng 9 năm 1999, đề xuất đã được gửi đến Ủy ban Nhân quyền và Công vụ Saeima để thảo luận. Vào ngày 30 tháng 11 năm 1999, ủy ban đã từ chối dự luật.
Vào tháng 1 năm 2012, Văn phòng Thanh tra (được đổi tên thành Văn phòng Nhân quyền Quốc gia từ năm 2007) đã đề nghị Quốc hội không giới thiệu quan hệ đối tác đã đăng ký cùng giới. Tuy nhiên, sau Baltic Pride vào tháng 6 năm 2012, Bộ Tư pháp đã tiết lộ rằng liệu có nên công nhận quan hệ đối tác cùng giới hay không, thông qua việc chung sống không đăng ký (tiếng Latvia: nereģistrēta kopdzīve) hoặc đối tác đã đăng ký (reģistrētās partnerattiecībās). Bộ trưởng Quốc phòng Artis Pabriks chỉ ra sự ủng hộ của ông đối với các quan hệ đối tác đã đăng ký. Mozaika, tổ chức quyền đồng tính lớn nhất của Latvia, dự đoán rằng sẽ mất khoảng năm năm để có đủ hỗ trợ chính trị để thông qua dự luật.
Vào tháng 11 năm 2014, trong khi bình luận về tuyên bố của Bộ trưởng Bộ Ngoại giao Edgars Rinkēvičs rằng ông là người đồng tính và về lời kêu gọi công nhận mối quan hệ cùng giới, thủ tướng Laimdota Straujuma đã tái khẳng định sự ủng hộ của bà đối với việc cấm hiến pháp đối với hôn nhân cùng giới. Cô cũng thừa nhận rằng "luật pháp Latvia chưa giải quyết được câu hỏi về mối quan hệ đối tác", giải thích rằng việc không công nhận các cặp vợ chồng chưa kết hôn ảnh hưởng đến nhiều người ở Latvia bất kể xu hướng tình dục và việc bảo vệ các gia đình như vậy cần được thảo luận bởi cả cộng đồng và Saeima.
Vào ngày 30 tháng 1 năm 2015, Veiko Spolītis, một nghị sĩ thuộc đảng Thống nhất của Straujuma, đã đệ trình một dự luật sửa đổi Bộ luật Dân sự để hợp pháp hóa các quan hệ đối tác được công nhận. Luật đề xuất sẽ cho phép "bất kỳ hai người" nào đăng ký quan hệ đối tác của họ và có các quyền và nghĩa vụ gần như giống như các cặp vợ chồng. Đề xuất này đã bị Ủy ban Pháp lý từ chối vào ngày 24 tháng 2 năm 2015.
Vào ngày 23 tháng 3 năm 2015, Juris Pūce, chủ tịch phát triển của Latvia, đã phát động một chiến dịch thu thập chữ ký trên ManaBalss.lv để thông qua luật chung sống ở Latvia. Dự thảo dự thảo tuyên bố rằng việc đăng ký chung sống của các cặp vợ chồng sẽ bảo đảm quyền bình đẳng cho mọi thành viên trong xã hội, bất kể giới tính. Các chữ ký đã được gửi tới Saeima vào tháng 1 năm 2018. Vào tháng 3 năm 2018, Ủy ban ủy thác, đạo đức và đệ trình (Mandātu, tikas un iesniegumu komisija) khuyến nghị rằng sáng kiến này bị Saeima từ chối. 5 trong số 9 đại biểu đã bỏ phiếu để đề nghị từ chối, trong khi những người khác muốn gửi nó để xem xét thêm.